# Église d'Auteuil (Paris metro)
Église d'Auteuil är en tunnelbanestation i Paris metro för linje 10 i 16:e arrondissementet. Stationen öppnades år 1913 och är belägen under Rue Wilhem. Stationen är uppkallad efter den närbelägna romersk-katolska kyrkobyggnaden Notre-Dame-d'Auteuil.

## Omgivningar
- Notre-Dame-d'Auteuil
- Sainte-Bernadette de Paris
- Notre-Dame-de-l'Assomption de Passy
- Sainte-Jeanne-de-Chantal
- Notre-Dame-de-Grâce de Passy
- Saint-Christophe-de-Javel
- Notre-Dame-de-Grâce de Grenelle
- Parc André-Citroën

## Bilder
| - Tunnelbanestationen Église d'Auteuil. - Notre-Dame-d'Auteuil. - Sainte-Bernadette de Paris. - Notre-Dame-de-l'Assomption de Passy. |